# Nguyễn Minh Nhị
Nguyễn Minh Nhị (Bảy Nhị, sinh năm 1946) là một chính trị gia người Việt Nam. Ông từng là Chủ tịch Ủy ban nhân dân tỉnh An Giang (2001-2004). Ông là tác giả của nhiều ý tưởng độc đáo, táo bạo từng đưa tỉnh An Giang trở thành địa phương đứng đầu Việt Nam về lúa gạo trên cả ba mặt: năng suất, diện tích, sản lượng.

## Xuất thân
Ông sinh năm 1946, tại xã Nhơn Hưng, huyện Tịnh Biên, tỉnh An Giang. Huyện Tịnh Biên là một huyện biên giới sát với Campuchia. Huyện này có kênh Vĩnh Tế chảy qua.
Ông có anh trai ruột tên là Nguyễn Minh Đào.

## Giáo dục
Lúc nhỏ, đang học lớp Nhất (tương đương lớp 5 hiện nay) thì ông bỏ học vì không có tiền làm giấy khai sinh để làm thủ tục thi lên lớp đệ thất (tương đương lớp 6 hiện nay). Sau đó ông tự học. Ông thường tự nhận “Tui dốt mà, có học hành bài bản quỷ gì đâu”.
Theo lời ông thì ông chỉ có tấm bằng duy nhất là bằng lí luận chính trị do Trường Đảng Nguyễn Ái Quốc cấp.

## Sự nghiệp
Năm 1976, ông là Phó ban Tuyên huấn huyện Phú Tân, tỉnh An Giang, phụ trách 3 xã: Tân Hòa, Phú Hưng và Phú Mỹ (nay là thị trấn). Trong năm này, ông đã đề xuất với Bí thư Huyện ủy huyện Phú Tân Nguyễn Văn Ba (Bảy Tạo) cho đắp đất tại 7 miệng mương nối ra sông Tiền, sông Vàm Nao, để vừa ngăn lũ tháng 8, bảo vệ lúa hè-thu, vừa tạo lối đi trong mùa ngập lũ. Đây chính là mô hình đê bao bảo vệ sản xuất nông nghiệp kết hợp giao thông nông thôn.
Năm 1988, 42 tuổi, ông được chuyển công tác từ Phó Trưởng ban Tổ chức Tỉnh ủy An Giang sang làm Giám đốc Sở Nông nghiệp tỉnh An Giang. Lúc này ông là lãnh đạo trẻ nhất tỉnh.
Năm 1989, ông đề xuất xây dựng chương trình khuyến nông đầu tiên của cả nước Việt Nam. Ông ký quyết định thành lập Ban Khuyến nông của Sở Nông nghiệp An Giang.
Từ năm 2001 đến khi nghỉ hưu vào năm 2004, ông là Chủ tịch Ủy ban nhân dân tỉnh An Giang.
Ông được người dân An Giang gọi với tên trìu mến là Ông Bảy Nhị tam nông do ông đã chỉ đạo tỉnh An Giang khôi phục sản xuất sau ngày chế độ Sài Gòn sụp đổ, thực hiện những công trình lớn gắn bó mật thiết với vấn đề tam nông như chương trình khai phá Tứ giác Long Xuyên, công trình thoát lũ kênh Vĩnh Tế, đề án 31 giúp người nông dân vùng lũ cải thiện cuộc sống.
Năm 2003, ông cho làm tượng đài cá ba sa ngay ngã ba sông Châu Đốc, nơi phát tích của nghề nuôi cá ba sa trong lồng, bè và tượng đài bông lúa đặt trước trụ sở Ủy ban nhân dân tỉnh An Giang.
Ông nghỉ hưu vào năm 2004.

### Sau khi nghỉ hưu
Ông hiện cư trú ở thành phố Long Xuyên.

## Gia đình
Ông đã kết hôn. Vợ chồng ông có hai người con, con đầu là gái, con thứ là trai. Con gái hơn con trai 10 tuổi. Con trai ông chẳng may khi sinh thai bị ngộp quá lâu nên bị bệnh liệt não, sống đời sống thực vật và đã mất sớm.